# Tylencholaimus pakistanensis
Tylencholaimus pakistanensis is een rondwormensoort. De wetenschappelijke naam van de soort is voor het eerst geldig gepubliceerd in 1964 door Timm.